# W. Allen Taylor
W. Allen Taylor (* 27. März 1953) ist ein US-amerikanischer Schauspieler, Hochschullehrer und Musiker (Gesang).

## Leben und Wirken
Taylor arbeitete ab 1979 im Theater, zunächst im Umland von New York, dann bei der Negro Ensemble Company, beim La Mama Experimental Theatre und am Broadway, bevor er 1987 in die San Francisco Bay Area zog, um seinen Magisterabschluss in Bildender Kunst am American Conservatory Theater zu machen. Er war dann als Professor für Theaterkunst am College of Marin (außerhalb von San Francisco) tätig, wo er auch Regie führte. Weiterhin wirkte er in den 1990er-Jahren in einzelnen Folgen der Fernsehserien Nash Bridges (1996) und  Der Nachtfalke (1988) mit, außerdem hatte er eine Nebenrolle in Brian De Palmas Thriller Mein Bruder Kain (1992).
Nach der Pensionierung wirkte er weiter im Theater, etwa ab 2006 in seinem (autobiographisch geprägten) Solostück Walkin’ Talkin’ Bill Hawkins ... in Search of My Father, das im Marsh Theater in Berkeley und auch an anderen Spielstätten aufgeführt wurde, einen Preis gewann und stark von der Kritik beachtet wurde. Daneben betätigte er sich als Jazzsänger. 2010 siegte er bei der ersten Jazz Search West Competition. Taylor ist ein ehemaliges Mitglied und Solist des Oakland Jazz Choir, des Jazz Singers Collective und des East Bay Center Jazz Ensemble. Außerdem war er in der Bay Area häufig Sänger beim Yancie Taylor Jazztet, dem Noel Jewkes Quartet und der Sharp Five Jazz Band.
In den 2010er-Jahren zog Taylor nach Washington D.C., wo er weiterhin als Vokalist in bekannten Jazzclubs und Spielstätten der Stadt auftrat. 2020 legte Taylor sein Debütalbum als Sänger vor (Storyteller), auf dem er Jazztitel wie „So What“ (im Arrangement von Eddie Jefferson), „Goodbye Pork Pie Hat“ (mit dem Liedtext von Rahsaan Roland Kirk), „You’re Looking At Me“ von Bobby Troup, „Throw It Away“ von Abbey Lincoln, den Ellington/Strayhorn-Titel „Day Dream“ und Dizzy Gillespies „A Night in Tunisia“ interpretierte. Musikalischer Leiter und Pianist bei der Session war Chris Grasso.
Zu Taylors musikalischen Einflüssen zählen  Al Jarreau, Betty Carter, Nat King Cole, Eddie Jefferson und Little Jimmy Scott. Laut Jazz Journal zeichnet sich „seine sanfte, attraktive Stimme durch gute Diktion, Tonhöhe und Klarheit aus, selbst im schnelleren Tempo und bei der Verwendung von Scat, und er ist nicht abgeneigt, verminderte Noten auf echte Bebop-Art und Weise zu verwenden.“